# Eremias pleskei
Eremias pleskei es una especie de lagarto del género Eremias, familia Lacertidae, orden Squamata. Fue descrita científicamente por Nikolsky en 1905.

## Descripción
La longitud hocico-respiradero es de 53 milímetros y presenta un peso de 3,50 gramos.

## Distribución
Se distribuye por Armenia, Turquía, Irán y Azerbaiyán.